# Sanmaryński Sojusz Narodowy
Sanmaryński Sojusz Narodowy (wł.: Alleanza Nazionale Sammarinese) to narodowo-konserwatywna partia w San Marino. Prezydentem ugrupowania jest Vittorio Ennio Pellandra.
W wyborach do Rady Generalnej w 2001 ANS uzyskało 421 głosów (1,9%) i 1 miejsce w radzie. 5 lat później partia uzyskała lepszy wynik – 514 głosów (2,3%), lecz zachowała tylko 1 miejsce w 60-osobowej radzie. Znakiem wciąż rosnącego poparcia dla narodowców jest wynik wyborów z 2008, kiedy to przy 874 głosach (4,17%) zdobyła kolejne (drugie) miejsce w Wielkiej radzie generalnej.
ANS ma dobre kontakty z post-faszystowskim Sojuszem Narodowym we Włoszech.